# Hangzhou Open
Hangzhou Open – męski turniej tenisowy kategorii ATP Tour 250 zaliczany do cyklu ATP Tour, rozgrywany na kortach twardych we chińskim Hangzhou od 2024 roku.
Hangzhou Open zastąpił rozgrywany w poprzednich latach turniej Zhuhai Championships.

## Mecze finałowe

### Gra pojedyncza mężczyzn
| Rok  | Zwycięzca   | Finalista     | Wynik          |
| 2024 | Marin Čilić | Zhang Zhizhen | 7:6(5), 7:6(5) |

### Gra podwójna mężczyzn
| Rok  | Zwycięzcy                                    | Finaliści                          | Wynik             |
| 2024 | Jeevan Nedunchezhiyan Vijay Sundar Prashanth | Constantin Frantzen Hendrik Jebens | 4:6, 7:6(5), 10–7 |